# Frankfurt Lions
Frankfurt Lions – niemiecki klub hokejowy z siedzibą we Frankfurcie nad Menem działający w latach 1959–2010.

## Historia
Klub został założony w 1959 roku jako sekcja drużyny Eintracht Frankfurt. Pod tą nazwą występował do 5 marca 1991 roku, kiedy to po reorganizacji zmienił nazwę na Frankfurter ESC. Od 1994 roku klub występował pod nazwą Frankfurt Lions. Największym sukcesem klubu jest zdobycie Mistrzostwa Niemiec w 2004 roku. W 2010 został wykluczony z rozgrywek DEL po odebraniu licencji. Tym samym zakończył 16-letni udział w najwyższej klasie rozgrywek. Jego tradycje kontynuuje klub Löwen Frankfurt.

## Chronologia nazw
- Eintracht Frankfurt (1959–1991)
- Frankfurter ESC (1991–1994)
- Frankfurt Lions (1994–2010)
- Löwen Frankfurt (2010–)

## Sukcesy
- Złoty medal mistrzostw Niemiec: 2004

## Zawodnicy
W latach 1982–1988 w klubie Eintrachtu grał Polak Jerzy Potz, który w sezonie 1997-1998 był asystentem trenera.